# Barlingbo
Barlingbo is een plaats in de gemeente, landschap en eiland Gotland en de provincie Gotlands län in Zweden. De plaats heeft 71 inwoners (2005) en een oppervlakte van 20 hectare.